# Anders Mattsson (kaffegrossist)

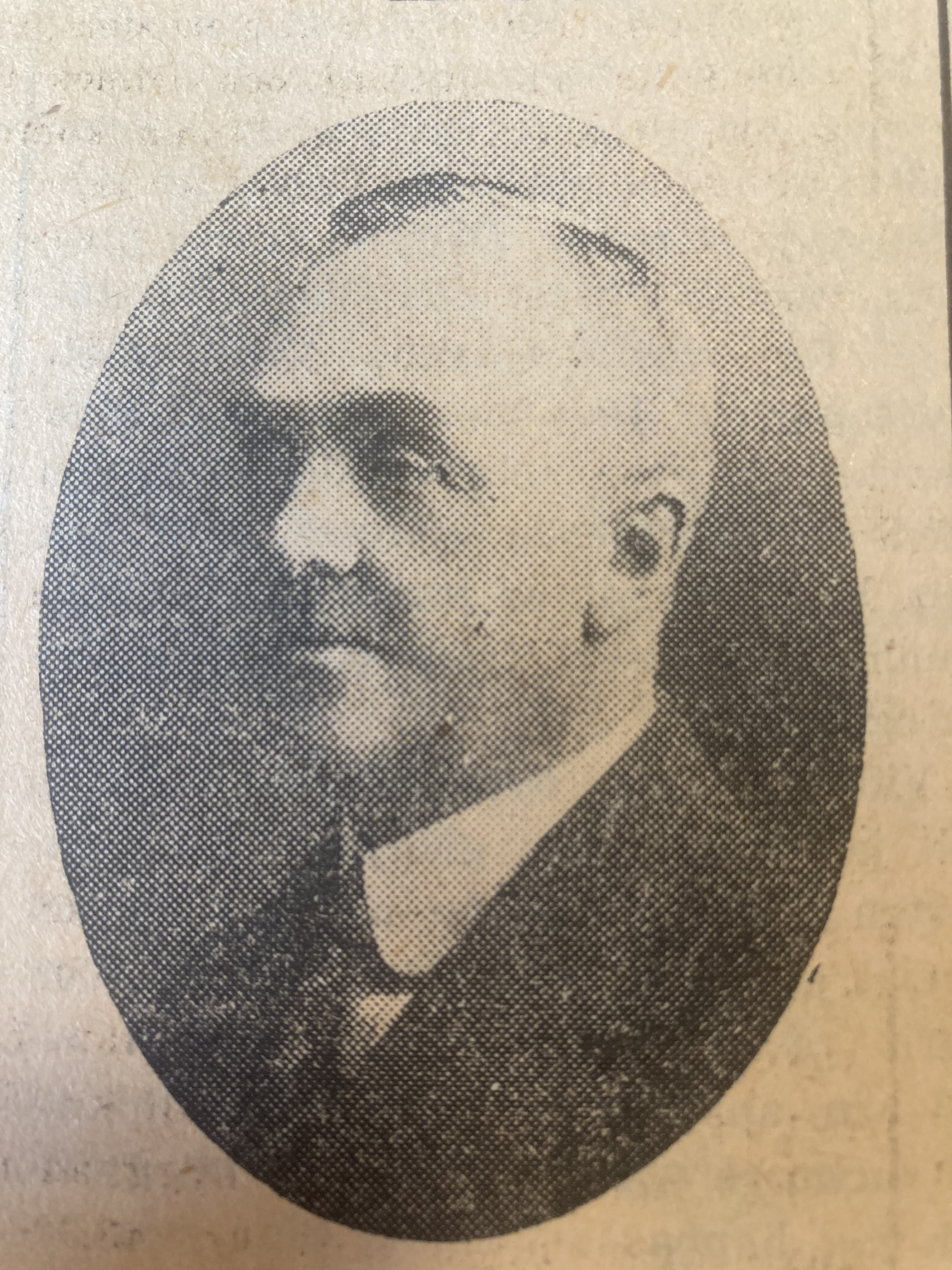
Anders Mattsson ur Falu-kuriren 19 dec 1932

Anders Mattsson, född 15 juli 1879 i Djur i Gagnefs församling i Kopparbergs län, död 5 november 1954 i Falu Kristine församling i Kopparbergs län, var en svensk kaffeimportör och grundare till Amja-Kaffe som var Kunglig Hovleverantör.
Anders Matsson var son till handlaren och jordbrukaren Matts Andersson. Han arbetade som pojke hos sin far som ägde både lantgård och handelsbod. 1895–1898 var han anställd i Anders Eliassons specerifirma i Mora. Han blev 1899 anställd som handelsresande i kolonialvarufirman C. E. Berg i Falun. Under ett affärsbesök i Köpenhamn 1901 fick han uppslaget att i Sverige lansera det ångrostade kaffet, som på den tiden var så gott som okänt i Sverige. 1903 startade han i Falun ett eget kafferosteri, And. Mattssons kafferosteri, som 1934 ombildades till aktiebolag.
Kafferosteriet var baserat i Falun i Dalarna. Under första världskriget, hösten 1916, tvingade den engelska flottan fartyg lastade med kaffebönor in till engelsk hamn där lasten beslagtogs. På båtarna fanns sammanlagt 380 000 kilo kaffebönor från Sydamerika som hade Anders Mattssons Kafferosteri i Falun som slutdestination. Engelsmännen påstod att Mattsson var tysk bulvan och att kaffet egentligen var på väg till Tyskland. Lasten hade ett dåvarande värde på en miljon svenska kronor. Anders Mattsson stämde den engelska staten som gick med på att ersätta honom med halva summan. Mattsson avböjde förslaget och stred ända till sin död, för att få full ersättning för den förlorade lasten.
Med anledning av Anders Mattssons Kafferosteris 30-årsjubileum, 1933, gav advokat W. Nohrborg ut boken "Hur Anders från Djur blev kaffemattson – en sannsaga", vilket är en biografi över Anders Mattssons liv och återgav då även den rättsliga striden mot engelska staten.
Under andra världskriget började Amjarosteriet i Falun även producera surrogatkaffet Linné. Den ökade snabbt i popularitet och som mest producerades det 1000 kaffepåsar i timmen. Linné kaffet var baserat på vegetabiliska produkter som spannmål och cikoria.
Namnet Amja kommer från initialer från Anders Mattssons Javablandning.